# Namrutua
Namrutua is een geslacht van weekdieren uit de klasse van de Gastropoda (slakken).

## Soorten
- Namrutua ningpoensis (I. Lea, 1856)